# Медаль «За содействие Вооружённым Силам Украины»
Поощрительный знак отличия Министерства обороны Украины — медаль «За содействие Вооружённым Силам Украины» (укр. Заохочувальна відзнака Міністерства оборони України — медаль «За сприяння Збройним Силам України») входила в действующую до 2012 года систему отличий Министерства обороны Украины. Вручение возобновлено в 2015 году.

## История
- Медаль «За содействие Вооружённым Силам Украины» была учреждена Приказом Министра обороны Украины от 20 мая 2003 года № 142[1]. В связи с несоблюдением необходимых формальностей при введении награды по требованию Министерства юстиции Украины приказ об учреждении награды отменили[1]. Знак отличия с соблюдением всех формальностей повторно учреждён приказом министра обороны Украины Анатолия Гриценко от 12 декабря 2005 года № 737.
- К приказу № 737 внесены изменения приказом Министра обороны Украины от 1 ноября 2010 года № 555[2].
- 30 мая 2012 года Президент Украины В. Ф. Янукович издал Указ, которым утвердил новое положение о ведомственных поощрительных знаках отличия; министрам, руководителям центральных органов исполнительной власти, руководителям (командующим) воинских формирований, государственных правоохранительных органов поручено обеспечить в установленном порядке пересмотр актов об установлении ведомственных поощрительных знаков отличия, приведение таких актов в соответствие с требованиями настоящего Указа[3]. В течение 2012—2013 годов Министерством обороны Украины разработана новая система поощрительных наград[4], которая уже не содержала медали «За содействие Вооружённым Силам Украины».
- С 9 декабря 2015 года, в соответствии с приказом Министерства обороны Украины от 9 декабря 2015 года № 705 «О внесении изменений в приказ Министерства обороны Украины от 11 марта 2013 года № 165», медаль «За содействие Вооружённым Силам Украины» снова вручается[5].

## Положение о награде
- Поощрительным знаком отличия Министерства обороны Украины — медалью «За содействие Вооружённым Силам Украины» награждаются военнослужащие военных формирований, созданных в соответствии с законами Украины (кроме военнослужащих Вооружённых Сил Украины), работники Вооружённых Сил Украины, а также другие лица за значительный личный вклад в развитие Вооружённых Сил Украины.
- Награждение медалью осуществляется приказом Министра обороны Украины (по личному составу).
- Представление к награждению медалью осуществляется в соответствии с требованиями действующего законодательства Украины.
- Награждённому медалью вручаются медаль и удостоверение к ней.
- В случае потери (порчи) медали дубликат не выдается.
- Медаль и удостоверение к ней после смерти награждённого остаются в семье умершего как память.

## Описание награды
- Поощрительная награда Министерства обороны Украины — медаль «За содействие Вооружённым Силам Украины» изготавливается из белого металла и представляет собой восьмиконечную лучистую звезду. В центре звезды — прямой равносторонний крест из жёлтого металла с расходящимися концами, покрытый эмалью малинового цвета, в центре которого на круглом медальоне, покрытом эмалью синего цвета, — Знак Княжеского Государства Владимира Великого (малый Государственный Герб Украины). Крест наложен на две лавровые ветви из жёлтого металла.
- Обратная сторона медали плоская с надписью по кругу «За сприяння Збройним Силам України» и выгравированным номером.
- Все изображения и надпись — рельефные. Диаметр медали — 38 мм.
- С помощью ушка с кольцом медаль соединяется с прямоугольной колодкой из белого металла, обтянутой лентой. Размер колодки: высота — 42 мм, ширина — 28 мм. На обратной стороне колодки — застёжка для прикрепления медали к одежде.
- Лента медали из шёлка жёлтого цвета с продольной малиновой полоской по центру. Ширина ленты — 28 мм, ширина малиновой полоски — 10 мм.
- Планка медали представляет собой металлическую пластинку, обтянутую соответствующей лентой. Размер планки: высота — 12 мм, ширина — 28 мм.

## Порядок ношения
Медаль носят с левой стороны груди и при наличии поощрительного отличия Министерства обороны Украины — медали «За личные достижения», размещают после неё.